# Аква-Феличе

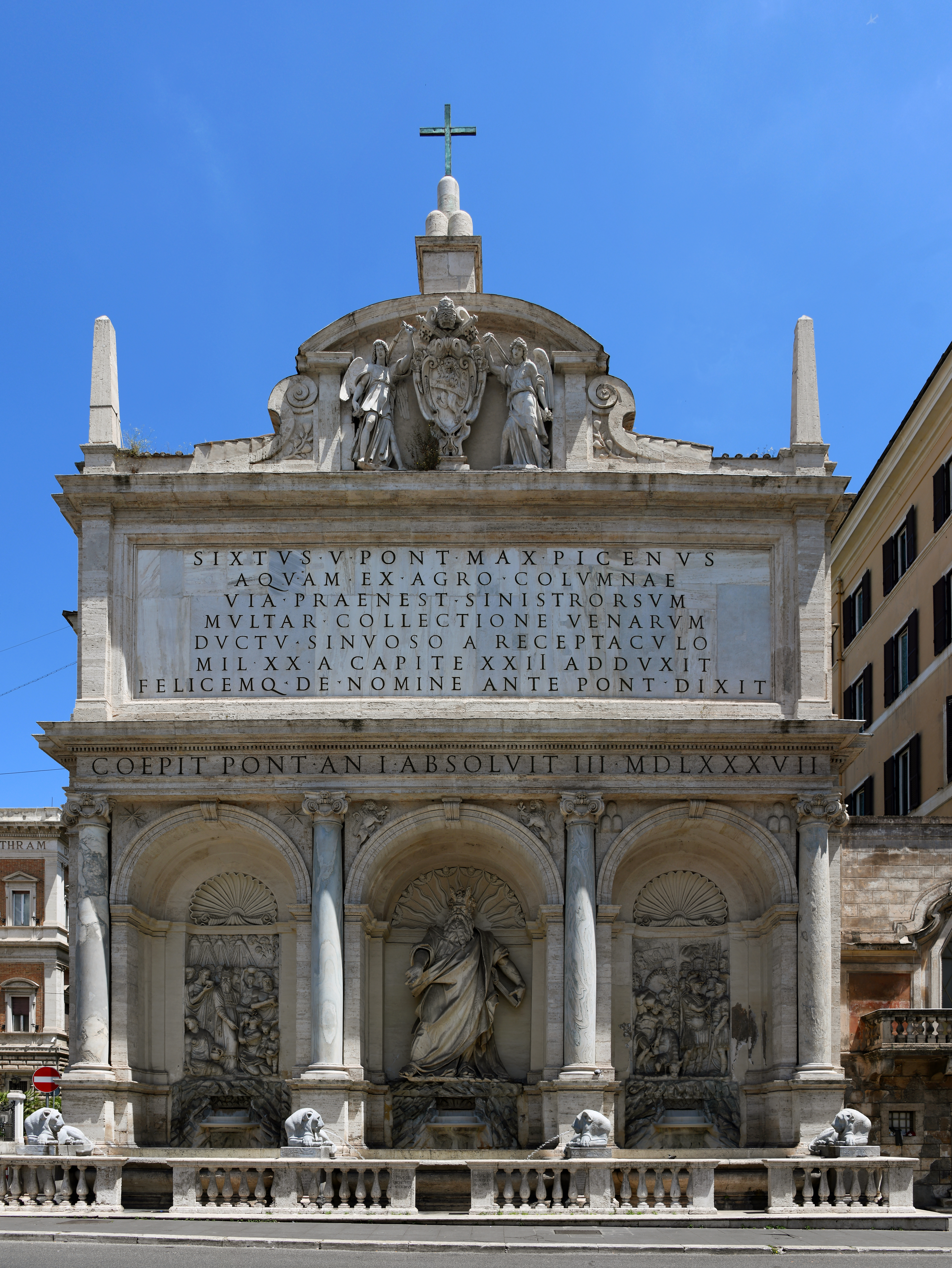
Фонтан «Аква-Феличе»

Фонтан «Аква-Феличе» (итал. Fontana dell'Acqua Felice), также известный как «Фонтан Моисея», — монументальный барочный фонтан, расположенный на Квиринальском холме в Риме, Италия. Он оформляет окончание одноимённого античного акведука, возобновлённого по велению Папы Сикста V. Фонтан в 1585—1588 годах спроектировал и построил Доменико Фонтана.

## История
К началу правления папы Сикста V (урождённого Феличе Перетти ди Монтальто), в 1585 году, функционировал лишь один из одиннадцати римских акведуков, Аква Вирго. За питьевой водой жителям Рима приходилось ходить к единственному фонтану, который располагался неподалёку от нынешнего фонтана Треви. Сикст V принял решение восстановить другие акведуки, в частности Аква Александрина, который переименовал в свою честь в Аква-Феличе. Воздвигнутый в конце акведука фонтан стал первым монументальным фонтаном Рима со времен античности.
Первые попытки строительства акведука, предпринятые Маттео Бартолини, потерпели неудачу: он неверно рассчитал уклон канала, из-за чего напор воды оказался гораздо слабее, чем требовалось, чтобы достичь Квиринальского холма. Продолжил строительство акведука Джованни Фонтана и закончил его в 1587 году. А его брат Доменико соорудил фонтан в форме древнеримской триумфальной арки, увенчав его, по античному подобию, мощным аттиком с надписью, прославляющей строителя — папу Сикста V:
SISTVS V PONT. MAX. PICENVS
AQVAM EX AGRO COLVMNAE
VIA PRAENST. SINISTRORSVM
MVLTAR. COLLECTIONE VENARVM
DVCTV SINVOSO A RECEPTACVLO
MIL. XX A CAPITE XXI ADDVXIT
FELICEMQ. DE NOMINE ANTE PONT. DIXIT
Сикст V, великий понтифик из Пичено, собрал воду из многих источников с двадцатой до двадцать первой мили, что слева от Пренестинской дороги на земле Колонна, принес её по извилистому каналу и назвал её Феличе по имени, которое имел прежде, чем стал понтификом
Над аттиком, на фронтоне, помещены фигуры ангелов, которые держат папский герб. В арках находятся фигуры персонажей Ветхого Завета. В центральной — статуя Моисея, её изваяли Леонардо Сормани и Просперо да Брешия в 1588 году. В левой арке стоит Аарон работы Джованни Баттиста делла Порта, а в правой — Иисус Навин работы Фламинио Вакка и Пьетро Паоло Оливьери. Вода льётся из-под статуй в чаши, разделённые фигурами четырёх львов.

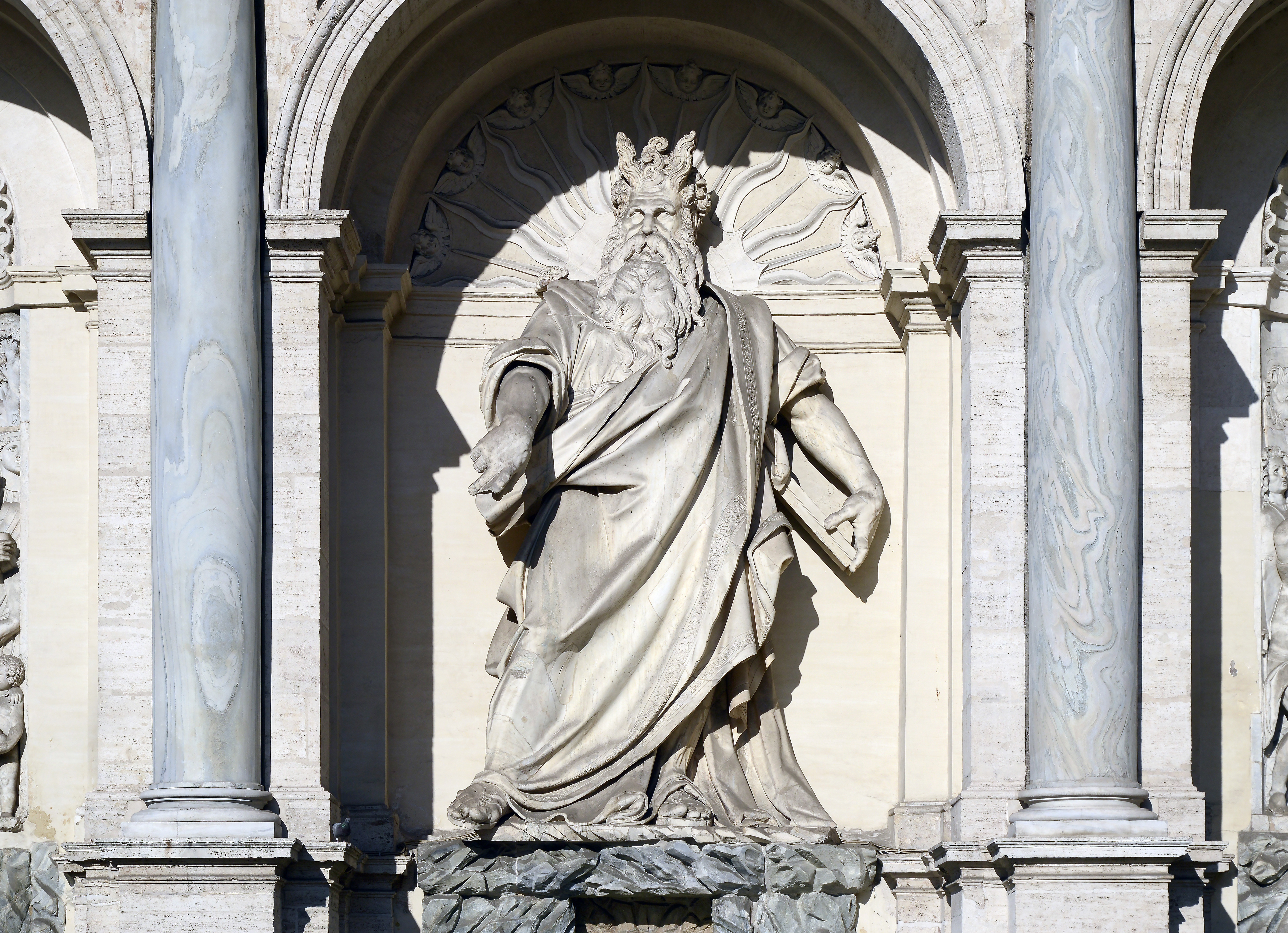
Фонтан «Аква-Феличе», статуя Моисея

Статуя Моисея поначалу подвергалась критике за несоразмерность другим фигурам. Однако фонтан стал важным архитектурным высказыванием католической церкви в стиле раннего барокко, а также послужил возрождению Квиринала.